# Roc de l'Arreposador
El Roc de l'Arreposador és una formació rocosa situada a 1.140 metres d'altitud en el terme d'Abella de la Conca, a la comarca del Pallars Jussà, en territori de l'antic poble de la Torre d'Eroles.
És al sud-est de la vila d'Abella de la Conca, en el límit nord-oest del Bosc d'Abella. Situada al sud-oest de l'Argelagosa i al peu -sud- de la Carretera del Bosc d'Abella, és poc visible des de lluny perquè està del tot integrada en el Bosc d'Abella.
No és gaire grossa, i està situada ran del camí, per la qual cosa degué prendre el seu nom del fet que esdevenia un repòs per al vianant poc abans d'arribar a la Torre d'Eroles.

## Etimologia
Es tracta d'un topònim modern, format a partir del verb reposar, en una variant col·loquial que incorpora el prefix ar-.